# Biología del desarrollo

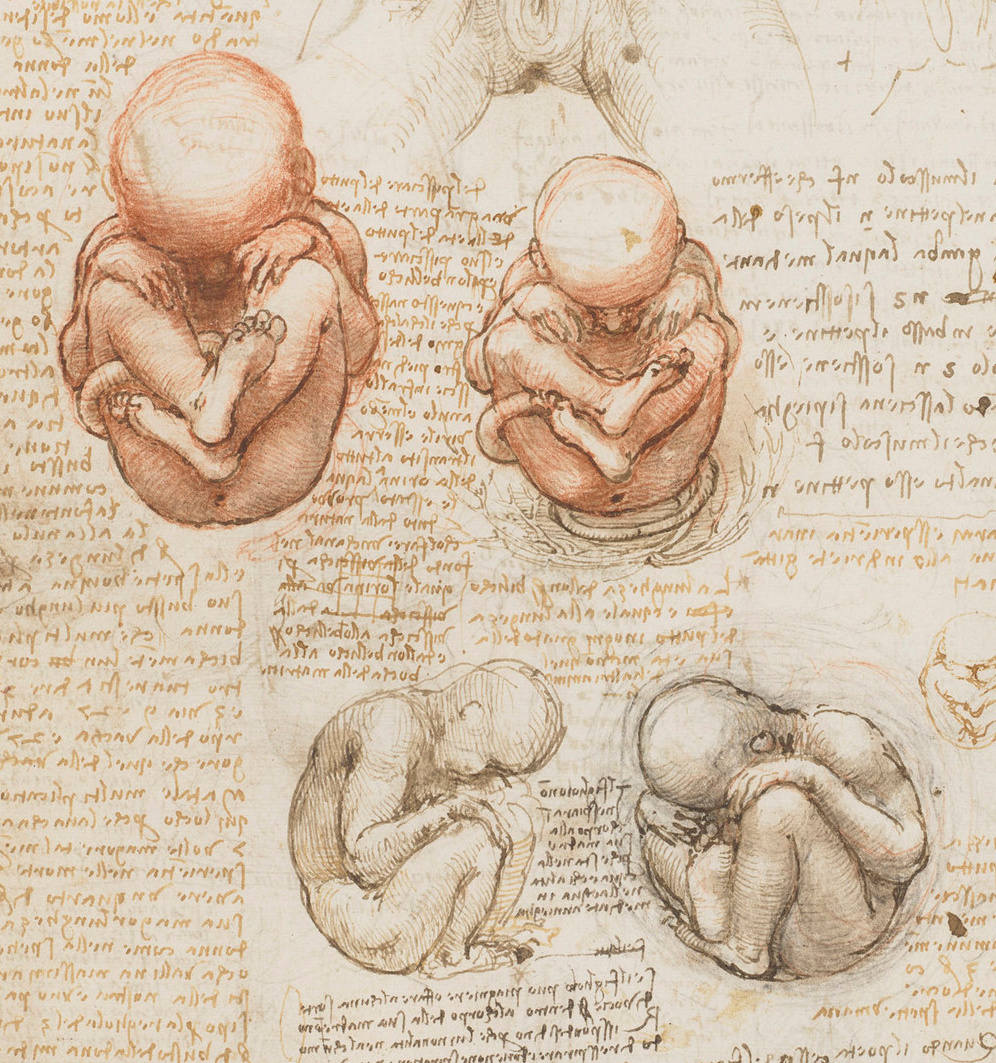
Perspectivas de un feto en el útero Leonardo da Vinci (1510-1512).

La biología del desarrollo estudia  la ontogenia, los procesos mediante los cuales los organismos crecen y se desarrollan. La biología del desarrollo actual estudia los controles genéticos del crecimiento celular, la diferenciación celular y la morfogénesis (el proceso que origina los tejidos, órganos y la anatomía).
Laubichler & Wagner distinguen cuatro preguntas fundamentales a las que hace frente la biología del desarrollo:
1. ¿A través de qué caminos una célula aparentemente homogénea se desarrolla en un organismo diferenciado?
2. ¿Cuáles son los mecanismos que guían este "despliegue" en tres dimensiones?
3. ¿Cuáles son los objetos biológicamente relevantes causalmente implicados en los procesos de desarrollo?
4. ¿Cuál es la relación entre la información genética y la complejidad fenotípica que resulta de los procesos de desarrollo?

## Historia

### Conocimiento antiguo y medieval
En sus inicios la biología del desarrollo está ligada a las explicaciones filosóficas de la época respecto a la naturaleza de la materia. En este sentido se encuentra Hipócrates, quien explica el desarrollo en términos de calor, humedad y solidificación.
Aproximadamente un siglo después Aristóteles plantea los primeros interrogantes al desarrollo embriológico. Sus soluciones como en muchos de los campos trabajados por este pensador perdurarían hasta muy tarde en el pensamiento humano, cuando en el siglo XVII sean revaluadas. Aristóteles reconocido como el primer embriólogo plantea el problema de la formación del embrión. Para ello responde con dos hipótesis. La primera de ellas llamada comúnmente preformacionismo, sostiene que las estructuras del embrión están preformadas desde el principio y luego estas simplemente aumentan de tamaño. La segunda hipótesis propone que las estructuras crecen progresivamente con el tiempo, a esta se le denomina epigénesis (epi= sobre, génesis=inicio) la cual Aristóteles favoreció correctamente. Estas conjeturas fueron generadas luego de observar huevos de pollo incubados, de los cuales también comprendió primariamente las funciones de la placenta y el cordón umbilical.
Aristóteles realizó observaciones sobre los diferentes modos de nacimiento en animales vivos (viviparidad), a partir de huevos (oviparidad) o mediante huevos que se rompen en el interior de la madre (ovoviviparidad). Además identificó los dos patrones principales de la división celular, la segmentación holoblástica y la segmentación meroblástica. 
Durante el periodo medieval no se reconoce hasta el momento ningún avance en este campo de la ciencia.

### Barroco
A mediados del siglo XVII, en 1651 William Harvey concluyó que los animales se originan de huevos (célula huevo). La afirmación Ex ovo omnia (“Todos a partir de huevo”) eliminó la generación espontánea de la vida en los animales. También lanzó una hipótesis sobre la función del líquido amniótico como “amortiguador de impactos”. Este médico inglés fue el primero en observar el blastodermo del embrión de pollo e indicar que en este, antes de que el corazón se forme, se constituyen “islotes” de células sanguíneas. 
Luego de la invención del microscopio, la embriología pudo obtener observaciones con mayor resolución y detalle. En 1672 el embriólogo italiano Marcello Malpighi publicó un primer trabajo sobre el desarrollo del pollo visto con microscopio. En el desarrollo de este trabajo se observó por primera vez el surco neural, los somitas y la primera circulación de venas y arterias hacia y desde el saco vitelino. A pesar de las observaciones, Malpighi apoyó la hipótesis de la preformación.

### Modernidad
La preformación tuvo un amplio apoyo entre la ciencia, religión y filosofía del siglo XVIII. Pues en este periodo se creía que todo el individuo estaba preestablecido desde la línea germinal (homúnculo) y por lo tanto no era necesaria una fuerza externa para el desarrollo del individuo. Esta teoría de corte conservador reforzaba la idea en la cual no había cambios entre las generaciones de individuos. Posteriormente Caspar Friedrich Wolff demostró que las regiones embrionarias del pollo se desarrollan a partir de tejidos que no poseen equivalente en un organismo adulto. Sin embargo, para poder explicar la obtención de nuevos individuos cada generación fue necesario postular la existencia de una fuerza natural desconocida hasta el momento nombrada vis essentialis “fuerza esencial”, la cual organizaría el desarrollo de los embriones. 
Christian Pander estudió el embrión de pollo y en él descubrió las capas germinales; ectodermo, mesodermo y endodermo. Además registró observaciones que reforzaban la hipótesis epigenética, pues encontró que las capas germinales no formaban sus órganos independientemente. Esto significaba que aun cuando las capas fueran tejidos diferentes, las tres interactuaban colectivamente mediante inducción. Martin Heinrich Rathke, coterráneo y contemporáneo de Pander, observó el desarrollo de peces, anfibios, reptiles y mamíferos, enfatizando en la semejanza en el desarrollo de estos grupos de vertebrados. En este trabajo describió los arcos faríngeos, la formación del cráneo, el origen del sistema reproductor, excretor y respiratorio. También estudió el desarrollo de invertebrados en especial el del cangrejo.
La disputa sobre las hipótesis epigenéticas y preformistas, fueron finalmente zanjadas con la teoría celular planteada por Matthias Jakob Schleiden y Theodor Schwann. El impacto sobre la ciencia biológica fue enorme. En el caso del desarrollo, ésta indica que si todos los organismos están originados de una célula, la cual debe multiplicarse para generar otros tipos de células y con ellas el individuo completo. De este modo el desarrollo de un individuo debe ser epigenético.
Otro argumento en contra del preformismo es propuesto por el biólogo alemán August Weismann, el cual indica que el embrión o nuevo individuo no hereda sus caracteres de todo el cuerpo de sus padres, sino solamente de las células germinales. Implícitamente Weisman hizo la distinción entre las células somáticas y las células germinales. Esta distinción y definición implica adicionalmente que las características adquiridas por las células somáticas durante la vida del individuo no son transmitidas a las células germinales, también llamada línea germinal.
A finales del siglo XIX en múltiples experimentos de fertilización con el erizo de mar, se observó que el huevo contenía contribuciones de ambos padres fusionados en el núcleo, al cual se le atribuyó la responsabilidad de la herencia. Siguiendo esta línea de investigaciones se demostró que los cromosomas situados en el núcleo de un huevo fertilizado (zigoto) derivan equitativamente de los núcleos parentales de los padres. Consecuentemente se estableció que los cromosomas son la unidad física de transmisión de los caracteres genéticos entre generaciones de acuerdo con las leyes postuladas por Gregor Mendel.
Karl Ernst von Baer continuó con los estudios de Pander sobre el embrión de pollo y descubrió la notocorda, el gameto femenino. Como conclusiones de este trabajo von Baer definió cuatro generalidades en el desarrollo, conocidas comúnmente como: Los cuatro principios de von Baer.

### Contemporaneidad
Hans Spemann y Hilde Mangold descubren en 1924 la inducción embriónica mediante el trasplante del labio superior de la gástrula de salamandra al lado opuesto del ectodermo. Este tratamiento indujo la formación de un individuo con dos cabezas. El labio dorsal trasplantado lleva actualmente el nombre del organizador de Spemann. Por este trabajo Spemann es galardonado en 1935 con el premio Nobel pues Hilde Mangold muere trágicamente en un incendio antes de la publicación del trabajo.
En 1978 se presenta el nacimiento del primer humano in vitro.
En 1986 se descubre la muerte celular programada autónoma conocida también como apoptosis, la cual es necesaria para un desarrollo óptimo del individuo. Este descubrimiento se realizó sobre Caenorhabditis elegans el cual inicialmente posee 1090 células, pero finalmente conserva 959 para el resto de su vida, lo cual indica que 131 células desaparecen durante el desarrollo. Las observaciones mostraron que siempre se eliminaban las mismas 131 células. Igualmente descubrieron que este fenómeno y mecanismo molecular es conservado entre nematodos y mamíferos desde un origen evolutivamente antiguo. Por este trabajo H.Robert Horvitz y Ellis fueron premiados con el premio Nobel.

## Conceptos
- alantoides
- blastocisto
- blastómero
- blástula
- blastulación
- capa germinal
- cigoto
- clivaje
- corion
- crisálida
- desarrollo neural
- ectodermo
- embriogénesis
- embriogenia
- embriología
- embrión
- endodermo
- epiblasto
- factor de crecimiento
- feto
- filogenia
- gástrula
- gastrulación
- germinación
- hipoblasto
- inducción
- juvenil
- larva
- membrana extra-embrionaria
- mesodermo
- metamorfosis
- morfogénesis
- mórula
- neotenia
- ninfa
- ontogenia
- oosperma
- ovismo
- paedogénesis
- pangénesis
- plan corporal
- plasma germinal
- primordio
- pupa
- saco amniótico
- teratología

## Mecanismos del desarrollo

### Mecanismos básicos
- Mitosis asimétrica.
- Dinámica temporal interna acoplada a mitosis.
- Inducción jerárquica.
- Mitosis dirigida.
- Crecimiento diferencial.
- Apoptosis.
- Migración.
- Adhesión.
- Contracción.
- Tumefacción, pérdida o deposición de la matriz celular.[3]

### Mecanismos moleculares
Los tipos de moléculas involucradas en el desarrollo embrionario fueron identificados durante la segunda mitad del siglo XX. Los factores de transcripción son reguladores clave para la expresión de los genes, y es el control de transcripción que permite que cada tipo celular (epitelial, neuronal, muscular, etc.) exprese sus proteínas específicas en determinadas cantidades. Los factores de transcripción son regulados por cascadas de transducción de señales que reciben señales exteriores a la célula, y se las "comunican" al núcleo celular. Estas cascadas de señales casi siempre involucran receptores de membrana, a los que se unen los ligandos, y enzimas. Un tipo de genes muy importante, los cuales son regulados por distintos factores de transcripción en distintas células, son los genes que codifican para proteínas de adhesión, las cuales son muy importantes en la morfogénesis.

## Procesos de desarrollo

### Diferenciación celular

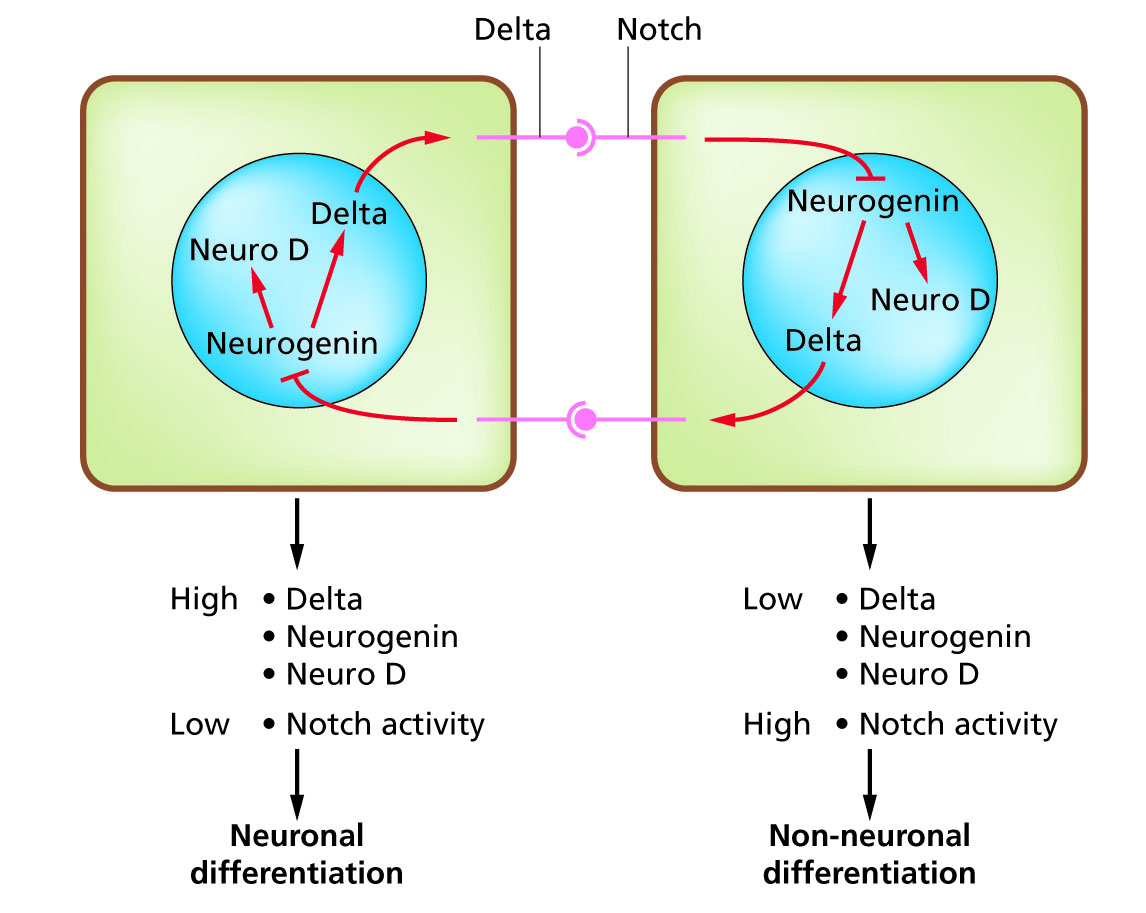
El sistema Notch-delta en la neurogénesis (Slack Essential Dev Biol Fig 14.12a)

La diferenciación celular es el proceso por el que surgen distintos tipos de células funcionales en el desarrollo. Por ejemplo, las neuronas, las fibras musculares y los hepatocitos (células hepáticas) son tipos bien conocidos de células diferenciadas. Las células diferenciadas suelen producir grandes cantidades de unas pocas proteínas necesarias para su función específica, lo que les confiere el aspecto característico que permite reconocerlas al microscopio óptico. Los genes que codifican estas proteínas son muy activos. Normalmente su estructura cromatínica es muy abierta, lo que permite el acceso de las enzimas de transcripción, y factores de transcripción específicos se unen a secuencias reguladoras en el ADN para activar la expresión génica. Por ejemplo, NeuroD es un factor de transcripción clave para la diferenciación neuronal, miogenina para la diferenciación muscular y HNF4 para la diferenciación de hepatocitos. La diferenciación celular suele ser la etapa final del desarrollo, precedida de varios estados de compromiso que no están visiblemente diferenciados. Un único tejido, formado a partir de un único tipo de célula progenitora o célula madre, suele estar compuesto por varios tipos celulares diferenciados. El control de su formación implica un proceso de inhibición lateral, basado en las propiedades de la vía de señalización Notch. Por ejemplo, en la placa neural del embrión este sistema opera para generar una población de células precursoras neuronales en las que NeuroD está altamente expresada.

### Regeneración
La regeneración indica la capacidad de hacer crecer de nuevo una parte que falta. Es muy frecuente entre las plantas, que muestran un crecimiento continuo, y también entre animales coloniales como los hidroides y las ascidias. Pero el mayor interés de los biólogos del desarrollo se ha centrado en la regeneración de partes en animales de vida libre. En concreto, cuatro modelos han sido objeto de numerosas investigaciones. Dos de ellos tienen la capacidad de regenerar cuerpos enteros: La hidra, que puede regenerar cualquier parte del pólipo a partir de un pequeño fragmento, y los gusanos planaria, que normalmente pueden regenerar tanto la cabeza como la cola. Ambos ejemplos tienen un recambio celular continuo alimentado por células madre y, al menos en la planaria, se ha demostrado que algunas de las células madre son pluripotentes. Los otros dos modelos sólo muestran regeneración distal de apéndices. Se trata de los apéndices de los insectos, normalmente las patas de insectos hemimetábolos como el grillo, y las extremidades de los anfibios urodelos. Actualmente se dispone de bastante información sobre la regeneración de las extremidades de los anfibios y se sabe que cada tipo celular se regenera por sí mismo, excepto en el caso de los tejidos conectivos, donde existe una considerable interconversión entre cartílago, dermis y tendones. En cuanto al patrón de las estructuras, está controlado por una reactivación de las señales activas en el embrión. Sigue debatiéndose la vieja cuestión de si la regeneración es una propiedad "prístina" o "adaptativa"[11]. Si es el primer caso, con mejores conocimientos cabría esperar poder mejorar la capacidad regenerativa en los seres humanos. Si es lo segundo, se supone que cada caso de regeneración ha surgido por selección natural en circunstancias particulares de la especie, por lo que no cabría esperar reglas generales.

## Modelos embrionarios
Estos organismos son muy usados como modelos por los biólogos del desarrollo:
- Cordados
  - Anfioxo Branchiostoma lanceolatum
  - Pez cebra Danio rerio [14]
  - Sapos Xenopus laevis[15][16][17]
  - Pollo Gallus gallus[18]
  - Ratón Mus musculus[19]
- Invertebrados
  - Erizo de mar
  - Nematodo Caenorhabditis elegans[20]
  - Mosca de la fruta Drosophila melanogaster[21]
- Plantas
  - Arabidopsis thaliana[15]
  - Maíz
  - Antirrhinum

## Subdisciplinas y disciplinas relacionadas

### Embriología
La embriología es parte de la biología del desarrollo, estudia a los organismos desde su estado de una célula (generalmente el cigoto) hasta el final de la etapa embrionaria, lo que implica el inicio de la vida libre del organismo. La embriología fue originalmente una ciencia más descriptiva hasta el siglo XX. Hoy en día ambas ciencias estudian los pasos necesarios para la formación del cuerpo de un organismo vivo.

### Biología evolutiva del desarrollo
La biología evolutiva del desarrollo se desarrolló ampliamente en la década de 1990. Es una síntesis entre los descubrimientos de la biología molecular del desarrollo y la biología evolutiva, la cual considera toda la diversidad de los organismos desde un contexto evolucionista.

### Medicina
Los descubrimientos de la biología del desarrollo ayudan a entender defectos en el desarrollo como lo es el síndrome de Down (una aberración cromosómica). Llegar a entender cómo las células se diferencian durante el desarrollo permitiría, especializar células madre en distintos tejidos y órganos con fines médicos.